# Boda-boda

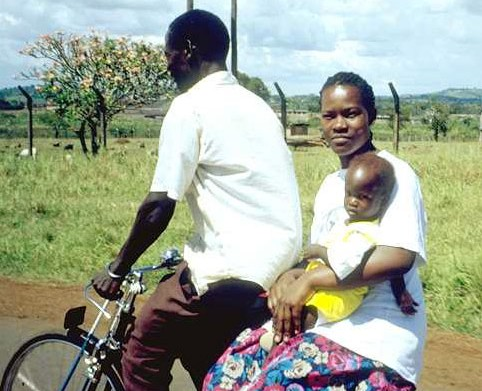
Boda-boda

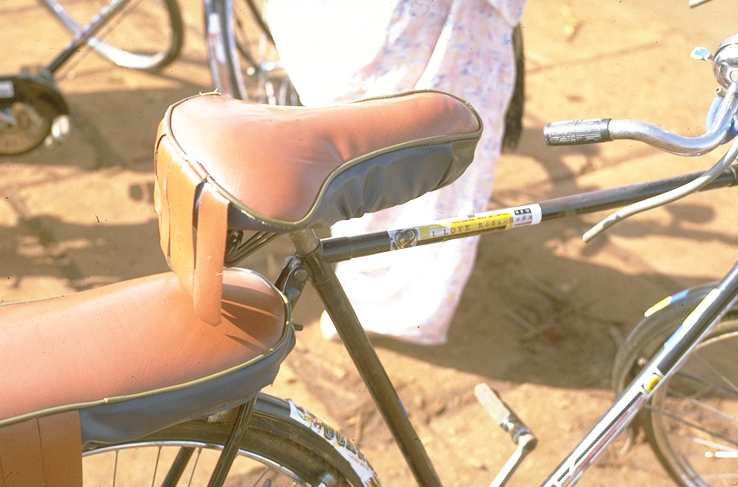
Assento de boda-boda

Boda-boda (ou bodaboda) é um táxi-bicicleta, muito popular na África Oriental. O condutor da bicicleta também pode ser chamado de boda-boda.